# Amplificador de guitarra

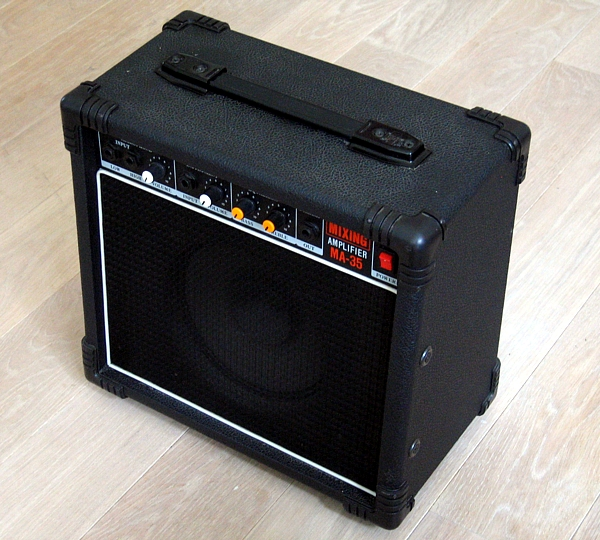
Amplificador de guitarra MA-35

L'amplificador de guitarra (generalment anomenat "ampli de guitarra") és un aparell elèctric que serveix per restituir el so d'una guitarra elèctrica que hi estigui connectada. Conté un circuit format per un amplificador (per augmentar el volum sonor) i d'un altaveu per emetre el so pròpiament (també hi ha els combo).

## Ús
L'amplificador de guitarra és molt utilitzat, ja que permet no solament d'amplificar el so d'una guitarra elèctrica, sinó que també d'acolorir-la, és a dir, alterar precisament els seus harmònics. Aquesta alteració és efectuada per:
- L'equalitzador: Generalment en tres bandes: baixos (150-200Hz), mitjos (1-1,2 kHz) i aguts (4-5 kHz).
- La distorsió (drive o gain): Permet saturar l'estat de preamplificació.
- El contorn: Filtre actiu que correspon generalment a augmentar els greus i els aguts, tot retallant els mitjos, a mesura que s'acciona el control.
- L'amplificació: És efectuada per transistors (coloració neutra—freda) o bé per vàlvules (coloració càlida i més musical).
- La reverberació: Antigament simulada amb molles, és la ressonància, que actualment acostuma a fer-se amb circuits electrònics integrats.
- El volum/màster: Controla la intensitat del senyal de sortida sense generar saturació (contràriament al drive/gain).
- L'altaveu: L'altaveu afecta també a la coloració del so. Aquesta és la raó per la qual en sonoritzar una guitarra, no es pren el senyal de la sortida de línia de l'amplificador, sinó que s'agafa amb un micròfon adaptat. Es pot situar de diverses maneres, amb tal d'aconseguir el so buscat.

Si bé se solen connectar abans d'arribar a l'amplificador, hi ha aparells que posseeixen preses per inserir pedals d'efectes dintre del circuit de l'amplificador, en tant que efectes auxiliars.
A títol informatiu, existeixen diferents potències d'amplificador de transistors (RMS)
- <20W: Per tocar sol
- 40/50: Adequat per assajar amb un grup.
- 80/100W: Permet tocar en petits escenaris en directe, és a dir, que no cal utilitzar micròfon (ex: bars, pubs)
- 400W: Permet tocar en escenaris més grans en directe (ex: 200 persones).
- >400W: sonorització professional, generalment controlada per un tècnic de so. El so de l'amplificador és captat per un micro, i en aquest cas, la posició d'aquest més o menys davant de l'altaveu, és molt important perr assegurar un so homogeni.

## L'ampli de vàlvules
Els primers amplificadors eren de vàlvules, primer element electrònic (històricament) en permetre l'amplificació d'un senyal elèctric. Més tard apareixeria el transistor: més petit, amb menys consum elèctric, més fiable, amb una amplificació constant (linealitat) sigui quina sigui la intensitat d'entrada i en general, un cost molt assequible. Tanmateix, la seva linealitat dona com a resultat un so molt fred.

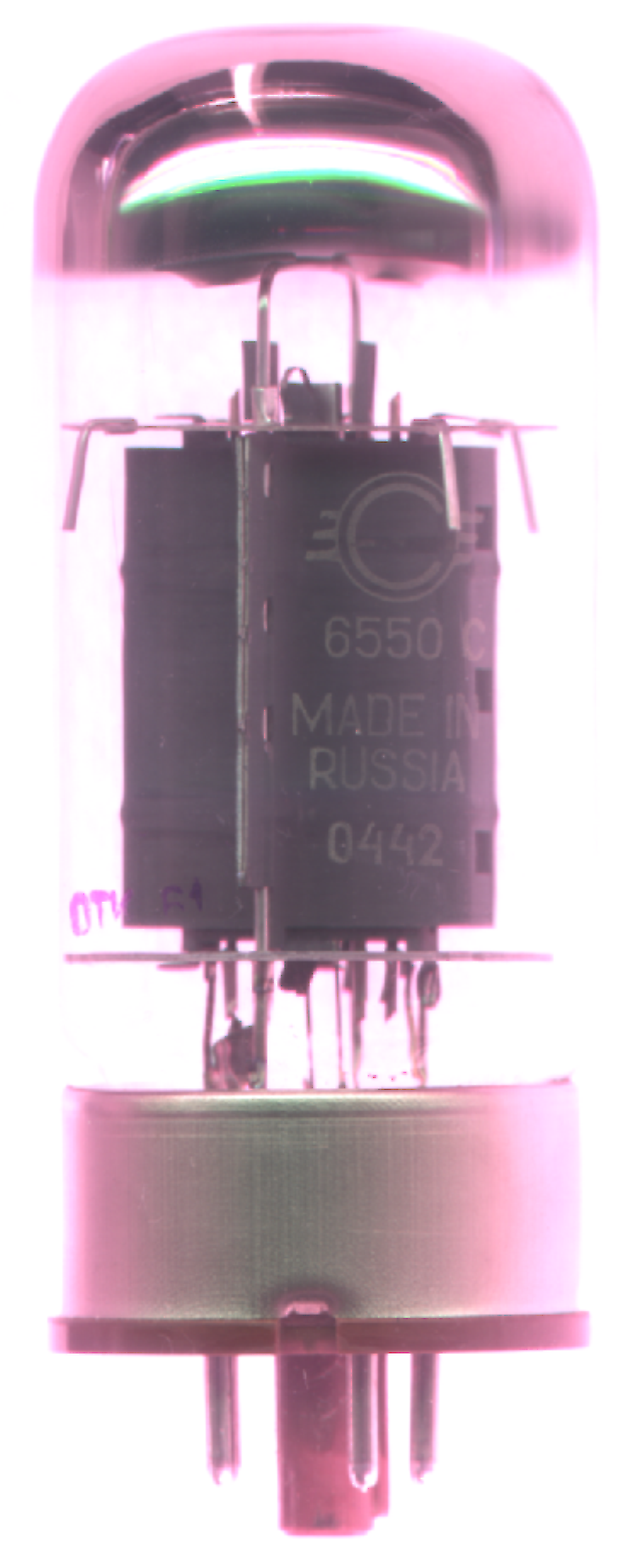
Vàlvula

La tecnologia dels tubs és sensible a les vibracions, provocant una reverberació mecànica i una coloració càlida i « cantant ». Les vàlvules tenen una impedància d'entrada molt elevada i guarden millor l'energia: saturen «dolçament», comprimeixen el so d'una manera «natural»(compressió del rang dinàmic de senyal, i no compressió de dades per arxius d'àudio), aportant «sustain» al to de la guitarra, a més, tenen una resposta de freqüència que «millora» el so de la guitarra. Aquestes propietats fan que per un so equivalent, un amplificador de transistors "clàssics" haurà de ser dues vegades més potent que el seu "equivalent" de vàlvules.
Els tres principals inconvenients de la vàlvula són la fragilitat (xocs), el seu desgast i el seu cost.
Aquesta diferència de so entre els amplificadors de vàlvules i els de transistors, explica que la gran majoria de guitarristes prefereixin molt abans un amplificador de vàlvules.

## L'amplificador de modelat
Els amplificadors de vàlvules eren més cars, de manera que els constructors han trobat la forma de simular la coloració del so produït per una vàlvula. La facilitat i la fiabilitat d'aquestes simulacions han permès l'explosió d'aquest mercat.
Per raons de drets de les marques, hi ha diferents denominacions per emmascarar els amplificadors cèlebres que s'estan simulant:
- Denominacions usuals (encara que no hi hagi cap estàndard fixat):
  - Fender = Black/Tweed
  - Vox = ACXX
  - Marshall = UK (Brit.)
  - Mesa Boogie = Numetal
  - Soldano = US

- Denominacions utilitzades en els amplificadors Vox (per referir-se als altres):
  - Boutique Cl = Dumble Special Clean Channel
  - Boutique Od = Dumble Special Overdrive Channel
  - Black (2x12) = Fender 65 (Twin Reverb)
  - Tweed (4x10) = Fender 59 Bassman
  - AC15 = 1962 VOX AC15
  - AC30 TB = 1964 VOX AC30 With Top Boost
  - UK 70'S = 1968 Marshall Plexi 50 Watts
  - UK 80'S = 1983 Marshall JCM 800
  - UK Modern = 2000 Marshall JCM 2000 TSL 100
  - Numetal = 2001 Mesa Boogie Dual Rectifier
  - US Higain = 1993 Soldano SLO 100

- Denominacions utilitzades en els amplificadors Berhinger (per referir-se als clàssics):
  - Brit. Class A = Vox AC30 Bass + Trebble Boost (Artistes coneguts: Beatles, The Who, Bryan May (Queen) & U2)
  - Brit. Blues = JTM 45 (1r ample Marshall)
  - Brit. Classic = 1959 Marshall Plexi 100 Watt (Artistes coneguts: Jimi Hendrix, Eric Clapton &Jeff Beck)
  - Brit. Hi-Gain = Base "Marshall JCM 800" (Artistes coneguts: Steve Ray Vaughan's & Michael Landau's)
  - Brit. Class A 15W = Base "Vox AC15"
  - Numetal Gain = Base 1994 Mesa Boogie Dual Rectifier Trem-O-Verb (Artistes coneguts: John Petrucci & Steve Lukather)
  - Numetal Gain = Tête de "Mesa Boogie Dual Rectifier"
  - American Blues = Fender Bassman
  - Modern Class A = Matchless Chieftain
  - Modern Hi-Gain = Soldano (controls Baixos-mitjos-aguts post gain, a causa de la distorció. Artistes coneguts: Steve Vai, Joe Satriani, Steve Lukather, Nuno Bettencourt i Steve Vai)
  - Classic Clean = Roland JC-120
  - AND Deluxe = Mix entre el "1960 Fender Blackface Deluxe" i el "'50s Fender Bassman"
  - AND Custom = Modelització sobre una base de "1965 Marshall JTM 45 Bluesbreaker"
  - Small Combo = 1960 Tweed Champ
  - Non Top Boost = Vox AC30 (Pas de trebble boost, primera versió de l'amplificador, utilitzada per Bryan Adams en estudi)
  - Classic 50W = Base "Marshall Plexi 50 Watt", modificada perquè els efectes aplicats puguin ser escoltats
  - Savage Beast = Engl Savage 120
  - Calif. drive = Base Mesa Boogie Mark II c (simulació del canal de distorsió. So semblant al de Santana)
  - Calif. clean = Base Mesa Boogie Mark II c (simulació del canal clean. So semblant a un Fender)
  - Custom Clean. = Dumble Special (simulació del canal clean)
  - Custom Drive = Dumble Special (simulació del canal de distorsió)
  - Custom Class A = Budda Twinmaster
  - Custom Hi-Gain = 969 50-Watt Marshall Plexi modificat per José Arrendondo (tècnic de Van Halen)